# Юніонтаун (Пенсільванія)
Юніонтаун (англ. Uniontown) — місто (англ. city) в США, в окрузі Фаєтт штату Пенсільванія. Населення — 9984 особи (2020).

## Географія
Юніонтаун розташований за координатами 39°53′58″ пн. ш. 79°43′28″ зх. д. / 39.89944° пн. ш. 79.72444° зх. д. (39.899320, -79.724464).  За даними Бюро перепису населення США в 2010 році місто мало площу 5,29 км², уся площа — суходіл.

### Клімат
| Клімат : Юніонтаун      | Клімат : Юніонтаун | Клімат : Юніонтаун | Клімат : Юніонтаун | Клімат : Юніонтаун | Клімат : Юніонтаун | Клімат : Юніонтаун | Клімат : Юніонтаун | Клімат : Юніонтаун | Клімат : Юніонтаун | Клімат : Юніонтаун | Клімат : Юніонтаун | Клімат : Юніонтаун | Клімат : Юніонтаун |
| Показник                | Січ.               | Лют.               | Бер.               | Квіт.              | Трав.              | Черв.              | Лип.               | Серп.              | Вер.               | Жовт.              | Лист.              | Груд.              | Рік                |
| Абсолютний максимум, °C | 26,1               | 25,0               | 31,1               | 33,9               | 33,9               | 36,1               | 38,9               | 38,9               | 37,2               | 35,0               | 31,1               | 25,0               | 38,9               |
| Середній максимум, °C   | 3,9                | 6,1                | 10,6               | 17,2               | 22,2               | 27,2               | 28,9               | 28,3               | 24,4               | 18,3               | 12,2               | 6,1                | 17,2               |
| Середній мінімум, °C    | −6,7               | −5,6               | −2,2               | 2,8                | 7,8                | 13,3               | 15,6               | 15,0               | 10,6               | 4,4                | 0,0                | −4,4               | 4,3                |
| Абсолютний мінімум, °C  | −30                | −26,7              | −19,4              | −9,4               | −5                 | 0,6                | 2,8                | 1,1                | −1,7               | −8,9               | −18,3              | −25,6              | −30                |
| Норма опадів, мм        | 71                 | 69                 | 97                 | 102                | 112                | 109                | 122                | 99                 | 91                 | 74                 | 89                 | 81                 | 1116               |
| ----------------------- | ------------------ | ------------------ | ------------------ | ------------------ | ------------------ | ------------------ | ------------------ | ------------------ | ------------------ | ------------------ | ------------------ | ------------------ | ------------------ |

## Демографія
Згідно з переписом 2010 року, у місті мешкали 10 372 особи в 4575 домогосподарствах у складі 2457 родин. Густота населення становила 1962 особи/км².  Було 5173 помешкання (979/км²).
Расовий склад населення:
| - 77,4 % — білих - 18,1 % — чорних або афроамериканців - 0,5 % — азійців - 0,3 % — корінних американців |

До двох чи більше рас належало 3,4 %. Частка іспаномовних становила 1,4 % від усіх жителів.
За віковим діапазоном населення розподілялося таким чином: 22,0 % — особи молодші 18 років, 61,3 % — особи у віці 18—64 років, 16,7 % — особи у віці 65 років та старші. Медіана віку мешканця становила 40,1 року. На 100 осіб жіночої статі у місті припадало 88,1 чоловіків;  на 100 жінок у віці від 18 років та старших — 85,4 чоловіків також старших 18 років.
Середній дохід на одне домашнє господарство  становив 44 804 долари США (медіана — 26 047), а середній дохід на одну сім'ю — 56 755 доларів (медіана — 35 962). Медіана доходів становила 45 750 доларів для чоловіків та 28 897 доларів для жінок. За межею бідності перебувало 29,4 % осіб, у тому числі 49,0 % дітей у віці до 18 років та 15,7 % осіб у віці 65 років та старших.
Цивільне працевлаштоване населення становило 3464 особи. Основні галузі зайнятості: освіта, охорона здоров'я та соціальна допомога — 30,0 %, роздрібна торгівля — 14,9 %, мистецтво, розваги та відпочинок — 10,6 %, виробництво — 9,4 %.

## Українська діаспора
У місті проживає близько 1 500 українців, переважно з Закарпаття. З 1921 року в Юніонтауні діє церква св. Івана Христителя і парафіяльна школа. З 1934 —монастир Василіянок, згодом осідок закарпатської провінції сестер ЧСВВ на Горі св. Макрини. Тут постали: старечий дім св. Василія (1947), дім для старших хворих жінок (1970), новіціат та редакція двомовного місячника української (наближеною до закарпатських говірок) і англійськими мовами «Голос Гори св. Макрини» (1950–1970). Гора св. Макрини в Юніонтауні, місце великих прощ вірних Пітсбурзької митрополії на Успення Богородиці, згодом під час американського свята праці. В монастирі на 1980-ті роки перебувало 40 — 50 черниць.